# 郭瑞民
郭瑞民（1962年8月—），男，汉族，河南延津人，1982年8月参加工作，1984年12月加入中国共产党。中华人民共和国政治人物。郑州大学中文系汉语言文学专业本科毕业。

## 生平

### 河南省
1995年5月，任河南省环保局副局长。2003年6月，任中共河南驻马店市委副书记、组织部部长。2004年8月，任中共河南驻马店市委副书记（期间于2005年8月至2006年5月，兼任中共上蔡县委书记）。2006年12月，任中共信阳市委副书记、市政府代市长（2007年3月当选市长）。2012年4月，任中共信阳市委书记。2016年5月，任中共平顶山市委书记。
2008年，当选第十一届全国人大代表。

### 贵州省
2016年6月，刚任中共平顶山市委书记一个月后，调任贵州省人民政府党组成员、贵州省公安厅党委书记。2016年7月，兼任贵州省公安厅厅长。2016年12月，兼任武警贵州省总队第一政治委员、党委第一书记。2017年6月，任贵州省副省长、省公安厅厅长。2023年1月，当选为贵州省人大常委会副主任。